# Андерль Мольтерер
Андерль Мольтерер  (нім. Andreas "Anderl" Molterer, 8 жовтня 1931 — 25 жовтня 2023) — австрійський гірськолижник, олімпійський медаліст.

## Виступи на Олімпіадах
| Олімпіада              | Дисципліна         | Місце  |
| ---------------------- | ------------------ | ------ |
| Кортіна д'Ампеццо 1956 | швидкісний спуск   | 3      |
| Кортіна д'Ампеццо 1956 | гігантський слалом | 2      |
| Кортіна д'Ампеццо 1956 | слалом             | участь |
| Скво-Веллі 1960        | швидкісний спуск   | 19     |
| Скво-Веллі 1960        | гігантський слалом | 12     |